# 乗鞍高原温泉
乗鞍高原温泉（のりくらこうげんおんせん）は、長野県松本市安曇（旧国信濃国）にある温泉。

## 泉質
白色と透明の2種類の源泉が存在する。強酸性のため、レジオネラ菌も生息できない。
- 酸性硫化水素泉[1]
  - 源泉温度50℃[1]
  - 湧出量毎分1,500リットル[1]
  - 源泉の色は白色を呈する[1]。

乗鞍岳中腹に源泉（湯川源泉）が存在し、温泉地まで引湯している。湯川源泉は白骨温泉及びその源泉地の上流にあたる。

## 効能
慢性皮膚病、慢性婦人病、切り傷、糖尿病、高血圧症、動脈硬化症を特有の効能とし、その他、慢性消化器病、痔疾、冷え性、神経痛、筋肉痛、関節痛、五十肩、運動麻痺、関節のこわばり、打撲、病後の回復など。

## 温泉街

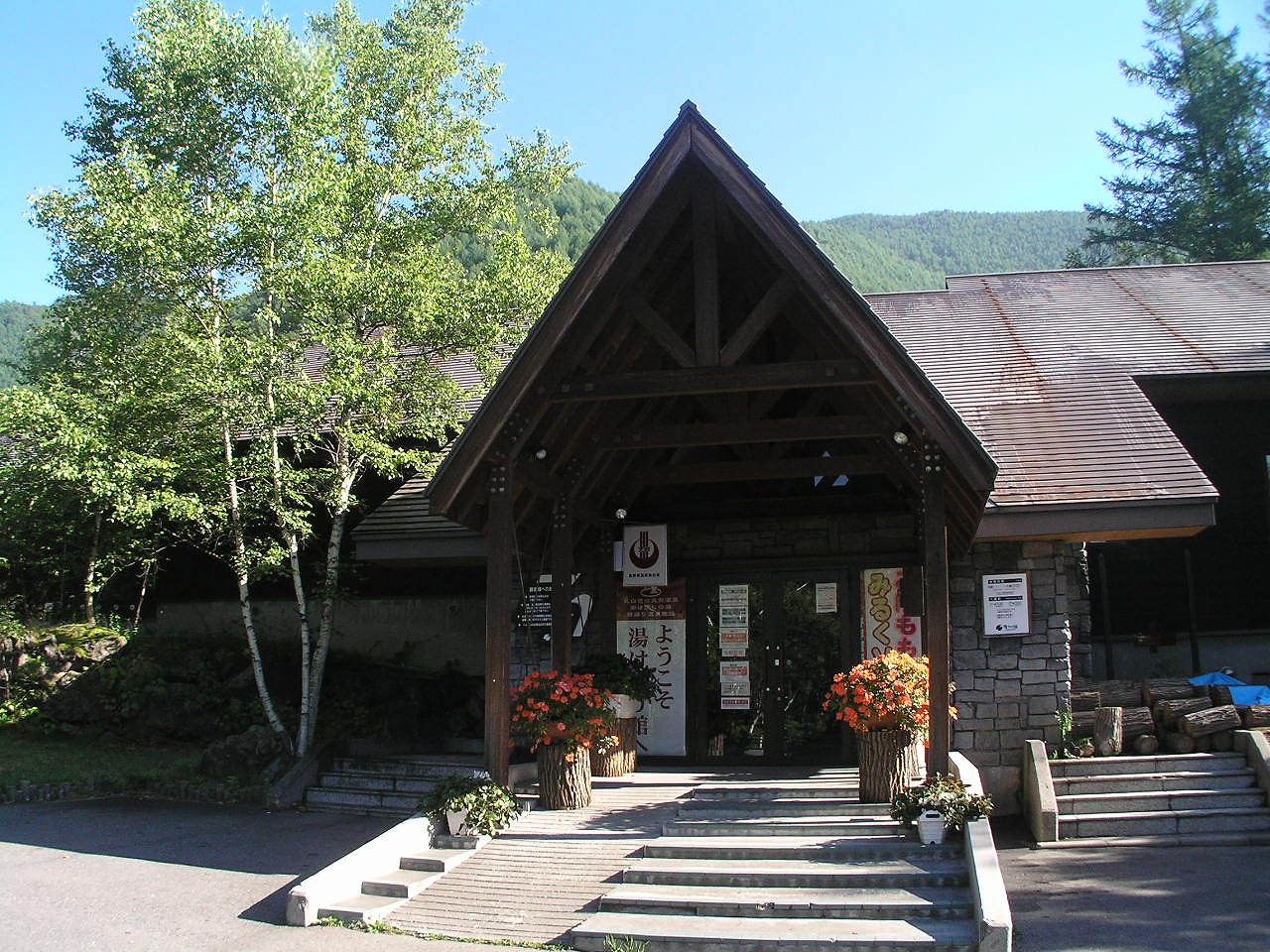
日帰り入浴施設『湯けむり館』

乗鞍高原の中心地、即ち鈴蘭地区から番所地区に至る一帯に引湯され、温泉地が広がる。この一帯には他にも温泉が存在し、これらと併せてのりくら温泉郷を名乗っている。旅館、ホテルのみならずペンションへも配湯されており、その数は約100軒存在する。
中心地にはスキー場（Mt.乗鞍）が存在し、ウィンタースポーツも盛んである。
日帰り入浴施設としては、市営の「湯けむり館」「銀山荘」があるほか、民間ペンションでも日帰り入浴が可能なものがある。また、無料で入浴可能な露天風呂、「せせらぎの湯」が存在する（季節営業）。

## 歴史
乗鞍岳の山腹から自然湧出する。源泉は古くから存在が知られ、湯畑が源泉付近にあり、昭和9年頃から湯川源泉での湯の花採りが行われ地域の収益の27％を占めており、昭和20年頃にも湯の花で生計を立てるものありとの歴史書の記述がみられる。湯の花は、硫黄沈殿物を主体とするもので、春夏の年2回採取が行われた。現在も源泉は湯の河原である湯河原に湧出するが、硫化水素ガスの発生のため入域・入浴できない。昭和20年頃から引湯の話はあったが実現せず、1974年から2年がかりで温泉地までの引湯設備を整備し、1976年にようやく完成。その際、源泉から7Ｋｍ以上の距離、高低差550ｍ弱の急峻な斜面と豪雪、酸性硫化水素泉という特殊な泉質による技術的問題をクリアする必要があった。現在の温泉地界隈の旅館やペンションなど100軒の施設に配湯が始まった。
2005年より、温泉地の宣伝に用いる名称に平仮名表記の「のりくら温泉」を用い始めた。

## アクセス
- 鉄道 : アルピコ交通上高地線新島々駅よりアルピコ交通バスで約50分。